# Умхаджаева, Малика Салаудиновна
Малика Салаудиновна Умхаджаева — советский хозяйственный и политический деятель.

## Биография
Родилась в 1950 году в депортации. Член КПСС.
В 1969—1990 гг. — доярка молочно-мясного совхоза «Горец» Урус-Мартановского района Чечено-Ингушской АССР.
Лауреат премии Ленинского комсомола.
Избиралась депутатом Верховного Совета СССР 9-го созыва. Делегат XXVI съезда КПСС.
Живёт в Чеченской Республике.

## Награды
- Орден Ленина
- Орден Трудового Красного Знамени